# Еуген Дасовић
Еуген Дасовић (1. децембар 1896. Подравска Слатина, Аустроугарска — 7. фебруар 1980. Загреб, СФРЈ) је бивши југословенски фудбалер.
Почео је да игра у Петрињи где му је отац службовао, а 1913. је постао члан загребачког ХАШК-а, у коме је играо све до 1924. Тада након олимпијског турнира у Паризу одлази у Праг, где је играо као професионалац у екипи ДФЦ, која је у ствари била екипа немачке мањине. Из Прага се 1925. вратио у Загреб и приступио Грађанском, а каријеру је заврпио 1930. године поново као играч ХАШК-а.
Уз 26 утакмица за репрезентацију Загреба, одиграо је и 10 утакмица за репрезентацију Југославије. Дебитовао је 3. јуна 1923. године у сусрету против Пољске (2:1) у Кракову. Последњу утакмицу за национални тим одиграо је 28. октобра 1927. против Чехословачке (3:5) у Прагу.